# Megachile albonotata
Megachile albonotata är en biart som beskrevs av Radoszkowski 1886. Megachile albonotata ingår i släktet tapetserarbin, och familjen buksamlarbin. Inga underarter finns listade i Catalogue of Life.